# 1494 год
1494 (ты́сяча четы́реста девяно́сто четвёртый) год  по юлианскому календарю — невисокосный год, начинающийся в среду. Это 1494 год нашей эры, 4‑й год 10‑го десятилетия XV века 2‑го тысячелетия, 5‑й год 1490‑х годов. Он закончился 531 год назад.
| Пн | Вт | Ср | Чт | Пт | Сб | Вс |
|    |    | 1  | 2  | 3  | 4  | 5  |
| 6  | 7  | 8  | 9  | 10 | 11 | 12 |
| 13 | 14 | 15 | 16 | 17 | 18 | 19 |
| 20 | 21 | 22 | 23 | 24 | 25 | 26 |
| 27 | 28 | 29 | 30 | 31 |    |    |

| Пн | Вт | Ср | Чт | Пт | Сб | Вс |
|    |    |    |    |    | 1  | 2  |
| 3  | 4  | 5  | 6  | 7  | 8  | 9  |
| 10 | 11 | 12 | 13 | 14 | 15 | 16 |
| 17 | 18 | 19 | 20 | 21 | 22 | 23 |
| 24 | 25 | 26 | 27 | 28 |    |    |

| Пн | Вт | Ср | Чт | Пт | Сб | Вс |
|    |    |    |    |    | 1  | 2  |
| 3  | 4  | 5  | 6  | 7  | 8  | 9  |
| 10 | 11 | 12 | 13 | 14 | 15 | 16 |
| 17 | 18 | 19 | 20 | 21 | 22 | 23 |
| 24 | 25 | 26 | 27 | 28 | 29 | 30 |
| 31 |    |    |    |    |    |    |

| Пн | Вт | Ср | Чт | Пт | Сб | Вс |
|    | 1  | 2  | 3  | 4  | 5  | 6  |
| 7  | 8  | 9  | 10 | 11 | 12 | 13 |
| 14 | 15 | 16 | 17 | 18 | 19 | 20 |
| 21 | 22 | 23 | 24 | 25 | 26 | 27 |
| 28 | 29 | 30 |    |    |    |    |

| Пн | Вт | Ср | Чт | Пт | Сб | Вс |
|    |    |    | 1  | 2  | 3  | 4  |
| 5  | 6  | 7  | 8  | 9  | 10 | 11 |
| 12 | 13 | 14 | 15 | 16 | 17 | 18 |
| 19 | 20 | 21 | 22 | 23 | 24 | 25 |
| 26 | 27 | 28 | 29 | 30 | 31 |    |

| Пн | Вт | Ср | Чт | Пт | Сб | Вс |
|    |    |    |    |    |    | 1  |
| 2  | 3  | 4  | 5  | 6  | 7  | 8  |
| 9  | 10 | 11 | 12 | 13 | 14 | 15 |
| 16 | 17 | 18 | 19 | 20 | 21 | 22 |
| 23 | 24 | 25 | 26 | 27 | 28 | 29 |
| 30 |    |    |    |    |    |    |

| Пн | Вт | Ср | Чт | Пт | Сб | Вс |
|    | 1  | 2  | 3  | 4  | 5  | 6  |
| 7  | 8  | 9  | 10 | 11 | 12 | 13 |
| 14 | 15 | 16 | 17 | 18 | 19 | 20 |
| 21 | 22 | 23 | 24 | 25 | 26 | 27 |
| 28 | 29 | 30 | 31 |    |    |    |

| Пн | Вт | Ср | Чт | Пт | Сб | Вс |
|    |    |    |    | 1  | 2  | 3  |
| 4  | 5  | 6  | 7  | 8  | 9  | 10 |
| 11 | 12 | 13 | 14 | 15 | 16 | 17 |
| 18 | 19 | 20 | 21 | 22 | 23 | 24 |
| 25 | 26 | 27 | 28 | 29 | 30 | 31 |

| Пн | Вт | Ср | Чт | Пт | Сб | Вс |
| 1  | 2  | 3  | 4  | 5  | 6  | 7  |
| 8  | 9  | 10 | 11 | 12 | 13 | 14 |
| 15 | 16 | 17 | 18 | 19 | 20 | 21 |
| 22 | 23 | 24 | 25 | 26 | 27 | 28 |
| 29 | 30 |    |    |    |    |    |

| Пн | Вт | Ср | Чт | Пт | Сб | Вс |
|    |    | 1  | 2  | 3  | 4  | 5  |
| 6  | 7  | 8  | 9  | 10 | 11 | 12 |
| 13 | 14 | 15 | 16 | 17 | 18 | 19 |
| 20 | 21 | 22 | 23 | 24 | 25 | 26 |
| 27 | 28 | 29 | 30 | 31 |    |    |

| Пн | Вт | Ср | Чт | Пт | Сб | Вс |
|    |    |    |    |    | 1  | 2  |
| 3  | 4  | 5  | 6  | 7  | 8  | 9  |
| 10 | 11 | 12 | 13 | 14 | 15 | 16 |
| 17 | 18 | 19 | 20 | 21 | 22 | 23 |
| 24 | 25 | 26 | 27 | 28 | 29 | 30 |

| Пн | Вт | Ср | Чт | Пт | Сб | Вс |
| 1  | 2  | 3  | 4  | 5  | 6  | 7  |
| 8  | 9  | 10 | 11 | 12 | 13 | 14 |
| 15 | 16 | 17 | 18 | 19 | 20 | 21 |
| 22 | 23 | 24 | 25 | 26 | 27 | 28 |
| 29 | 30 | 31 |    |    |    |    |

## События
- 1485—1503 — Польско-турецкая война[1].
- 1493—1593 — Столетняя хорватско-османская война. Серия вооружённых конфликтов между Королевством Хорватия и Османской империей[2].
- 1494—1495 — началась Первая итальянская война[3].
- 1494—1496 — начинается восстание горняков Кутной-Горы.
- 1494—1499 — Киев, находящийся в составе ВКЛ, получил магдебургское право[4].
- 3 (5) мая — Христофор Колумб со своей второй экспедицией впервые побывал на современной Ямайке.
- 7 июня — был заключён Тордесильясский договор между католическими королями (испанскими — Изабеллой и Фердинандом) и Жуаном II Португальским, уточняющий демаркационную линию между их владениями в Новом Свете. Граница владений Испании и Португалии была установлена в 370 лигах (более 2 тыс. км) западнее островов Зелёного Мыса. Земли к западу от линии — Испания, к востоку — Португалия.
- Конец августа — началась Первая итальянская война[3].
  - Правитель Милана Лодовико Моро обратился к Карлу VIII, прося о помощи против Фердинанда Неаполитанского.
  - Сентябрь — вступление Карла VIII в Италию, он прошёл через страну и утвердился в Неаполе в 1495 году[3].
- 31 мая — первая битва у Асентехо[5].
- 9 ноября — толпа при приближении французов к Флоренции атаковала дворец Медичи. Проповедник Савонарола изгнал Пьеро ди Медичи из Флоренции и установил (1494—1498) теократическую диктатуру.
- 25 декабря — вторая битва у Асентехо. Сражение между вторгшимися на остров Тенерифе испанцами и местным коренным населением, известным как гуанчи. Столкновению предшествовала битва у Агере, случившаяся 14-15 ноября того же года и закончившаяся победой кастильцев[5].
- Волнения крестьян в Забрежском панстве в Моравии.

## Русское государство
Правление: 1462—1505 — Иван III Васильевич
- 1487—1494 — заканчивается Русско-литовская война[6]:
  - В Великое княжество литовское направлена боярская делегация, уполномоченная вести мирные переговоры[7].
  - 17 января — в Москву прибыло для заключения нового договора «великое посольство»: воевода троцкий и маршалок земский Пётр Янович, староста жмудский Станислав Янович Кезгайло, Войтко Янович Клочко и писарь Федько Григорьевич[6][8].
  - 23 января—1 февраля — начало и ведение переговоров. Иван III принимает послов великого литовского князя Александра Казимировича. С русской стороны переговорщиков возглавлял сначала князь Василий Иванович Косой Патрикеев, затем князь Иван Юрьевич Патрикеев[6].
  - Литовская сторона потребовала возвращения к границам докончания 1449 года, учитывавшего положение, сложившееся при Витовте и Сигизмунде, взамен отказываясь от притязаний на Новгород, Псков и Тверь и на «Ржевскую дань». В ответ русская сторона потребовала возвращения к положению, сложившемуся при великих князьях Семёне Ивановиче и Иване Ивановиче и при Ольгерде (это означало передачу Москве Смоленска и Брянска)[6].
  - В ходе последовавших переговоров русские бояре добились уступки некоторых приграничных волостей, которые они объявили боровскими, медынскими и можайскими. Литовцы уступили владения Новосильских (в том числе владения Фёдора Одоевского, который остался служить Литве) и Вяземских князей, города Перемышль и Серенск с их волостями (от притязаний на Козельск и Хлепень литовцы отказались вскоре после их захвата русскими)[6].
  - Мезецкие князья должны были служить тому, кому теперь служат (двум пленным князьям предоставлялся выбор), и их владения соответственным образом делились. Остальные земли (города Мосальск, Серпейск, Бышковичи, Залидов, Опаков, Городечна, Лучин, Мценск и Любутск с их волостями) должны были быть возвращены Литве[6].
  - Новгородская граница с Литвой должна была пройти по старому рубежу. Литва отказывалась от притязаний на «Ржевскую дань»[6].
  - 2 февраля — состоялось сватовство великого князя литовского Александра Казимировича на дочери великого князя всея Руси Ивана III Елене[6].
  - 5 февраля — составлен, а 7 февраля заключён договор (докончание) между двумя великими княжествами[6].
  - По условиям мира Ивану III отходят города: Вязьма, Мезецк, Воротынск, Одоев и иные до реки Угра[8].
  - 5 февраля (по другим данным 7) — «Московский мир» между Великим королём польским и князем литовским Александром Ягеллоном и Великим князем Иваном III, завершивший войну. Литва официально признала переход к России князей Воротынских, Белёвских и Вяземских с владениями. Иван III даёт согласие на брак дочери[8].
  - 22 апреля — договор ратифицирован в Вильно великим литовским князем Александром Каземировичем в присутствии русских послов[9].
- 29 мая — Иван III  хоронит в Архангельском соборе Московского Кремля, родного брата — Бориса Васильевича[8].
- Закрытие ганзейского двора в Новгороде, так как Ганза была противницей Дании.
- На службу великому князю выезжают (по другим данным с 1493)  родоначальник дворянского, графского (с 1742) и княжеского (с 1841), титул светлости (с 1851) рода Чернышевы[10].
- 1494—1503 — Руза центр удельного Рузского княжества, где правил Иван Борисович, сын Бориса Васильевича[11].
- 1494—1495 — в Московском кремле возведена стена на арочных субструкциях вдоль русла р. Неглинка (архитектор Алевиз Фрязин Старый)[12].

## Начало правления
Список глав государств в 1494 году
- 1494—1535 — магистр Ливонского ордена Вальтер фон Плеттенберг.
- Лодовико Сфорца — герцог Миланский.

## Наука
- 10 ноября — в Венеции математик отец Лука Пачоли опубликовал трактат, в котором впервые систематически описал так называемую двойную бухгалтерию, тогда она называлась «ведение книг по венецианскому образцу» (Scrittura alla veneziana), принятую до нашего времени.

## Родились
См. также: Категория:Родившиеся в 1494 году
- 2 февраля — Бона Сфорца, королева Польши (ум. 1557), вторая супруга Сигизмунда I Старого (с 1518)[13].
- 24 марта — Георг Агрикола (Георг Бауэр), немецкий учёный и писатель, автор трудов по горному делу и металлургии, историограф герцогов Саксонских (ум.1555)
- 6 ноября — Султан Сулейман I Великолепный (1494—1566 год)
- 12 сентября — Король Франциск I

## Скончались
См. также: Категория:Умершие в 1494 году
- Начало мая — Борис Васильевич, князь волоцкий, родной брат великого князя Ивана III[8].
- 29 мая — Иоанн, святой, устюжский юродивый.
- 21 октября — Джан Галеаццо Сфорца, герцог Миланский.